# كرمة اللهب البرتقالية
كرمة اللهب البرتقالية أو كرمة الحرباء، (Combretum fruticosum)، هو نوع  نباتي من الصفصاف الذي يتواجد من المكسيك إلى شمال الأرجنتين.

## الوصف
كرمة اللهب البرتقالية نبتة يصل ارتفاعها إلى 3 أمتار بدون دعم، ويصل إلى 11 مترًا بدعم. الفروع أسطوانية ومخططة.
الأوراق ثابتة إلى شبه ثابتة كثيفة وجافة ومتقابلة ومتناوبة أحيانًا، يبلغ طولها من 6 إلى 16 سم وعرضها من 3 إلى 8 سم، ولها هامش كامل وسويقات قصيرة.
الأزهار تظهر في الصيف وتكون ذات لون أصفر إلى محمر، صغيرة الحجم، مجمعة في سنابل إبطية.

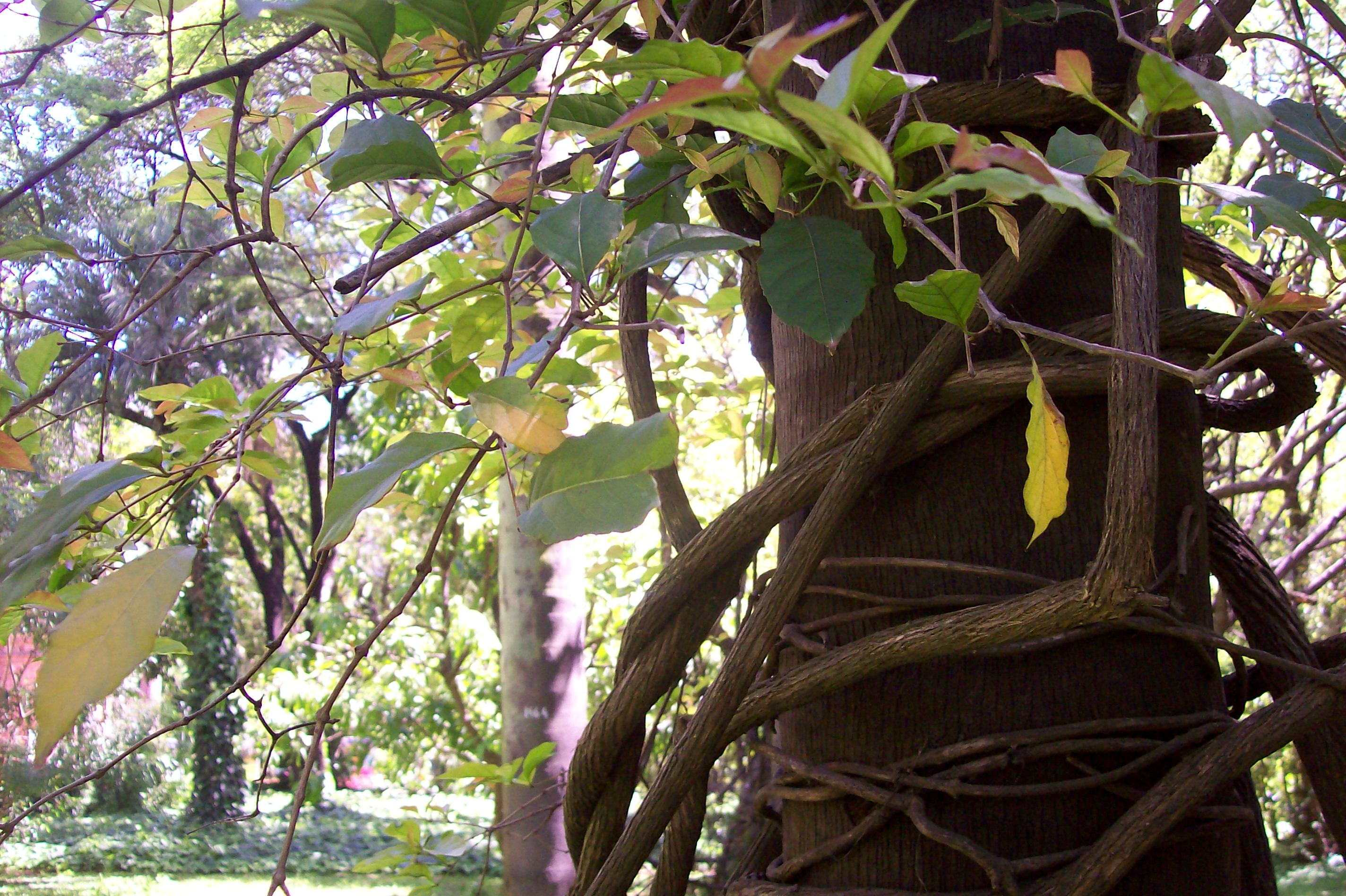
نبات كرمة اللهب البرتقالية

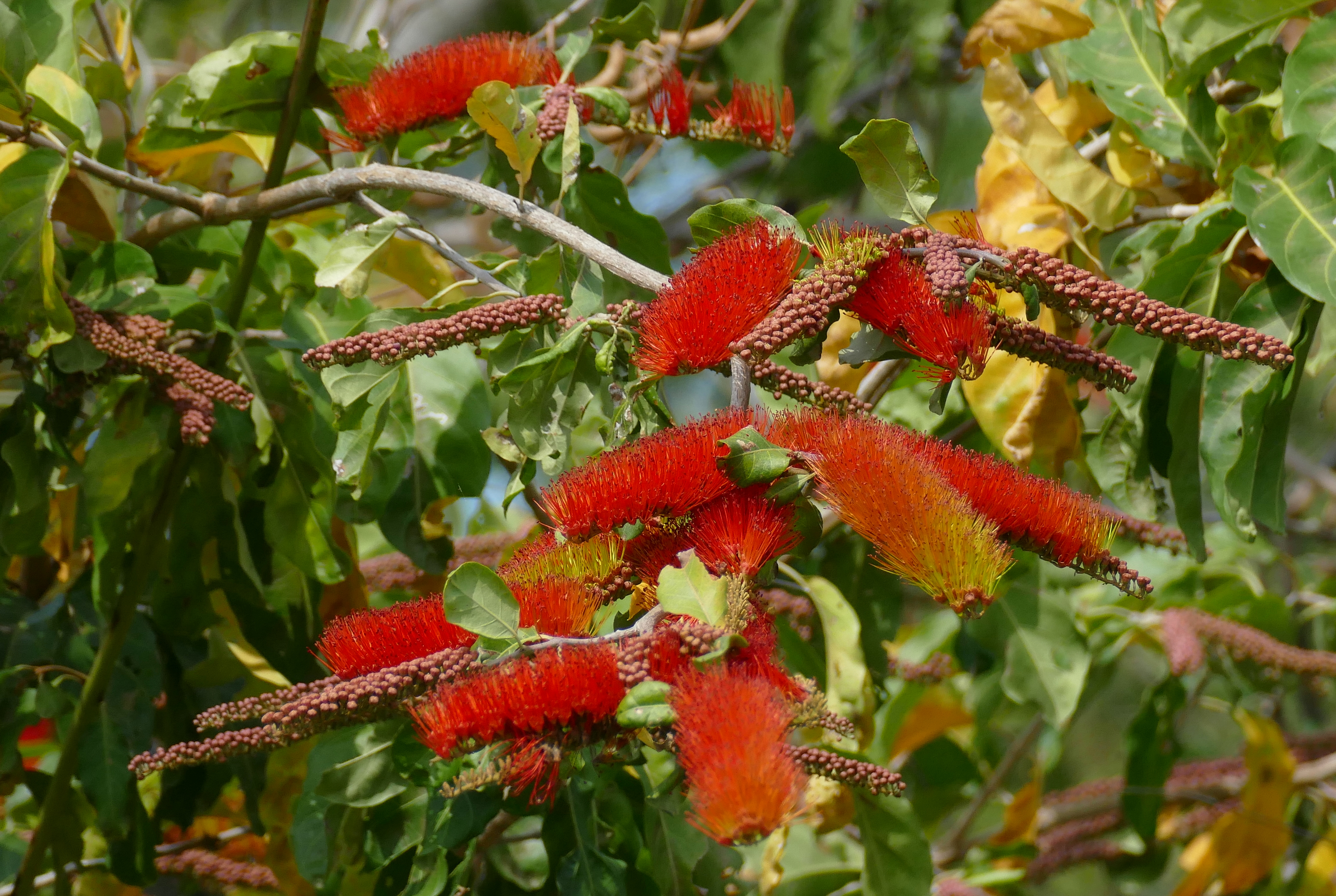
زهور كرمة اللهب البرتقالية

الثمرة تتشكل في الخريف وتكون جافة وغير متقشرة، يصل طولها إلى 2 سم، ولونها بني محمر.